# Montréal International
 (août 2018).
Montréal International est un organisme sans but lucratif. Issu d'un partenariat public-privé, Montréal International vise le développement économique.

## Histoire
Montréal International est fondé en 1996.

## Mandats
- Attraction, rétention, et expansion d’investissements directs étrangers
- Attraction, rétention et expansion d’organisations internationales
- Attraction, accueil et rétention de travailleurs étrangers qualifiés
- Attraction et rétention d'étudiants internationaux
- Promotion et renforcement de l’attractivité économique et du rayonnement international du Grand Montréal

## Résultats (2000-2012)
Montréal International est financé par quelque 100 membres des secteurs privé et institutionnel, les gouvernements du Canada et du Québec, la Communauté métropolitaine de Montréal, ainsi que la Ville de Montréal.
- Attraction de 9,4 G$ d’investissements directs étrangers
- Plus de 560 entreprises étrangères accompagnées dans leur implantation ou expansion
- Plus de 8 000 travailleurs internationaux appuyés dans leur établissement
- Attraction de la moitié des quelque 60 organisations internationales présentes à Montréal

## Controverse au sujet du financement
En 2008, une controverse éclate à la suite de la nouvelle politique du ministère canadien de l’Agence de Développement Économique du Canada pour les régions du Québec (DÉC). En effet, la nouvelle politique prévoit cesser l'octroi des subventions annuelles par DÉC de tout OSBL, sur une période de trois ans. Cette politique affecte, entre autres, des organismes comme l'Institut National d'Optique (INO) et Montréal International. Cette décision soulève beaucoup de controverses, puisque Montréal International est financée par plusieurs acteurs économiques montréalais. 
Le ministre de l'époque, Jean-Pierre Blackburn, reste cependant sur ses positions. Il affirme en effet qu'un OSBL dont l'action est efficace devrait être supporté par son milieu et ajoute que ces organismes pourront toujours demander du financement pour des projets spécifiques. Plusieurs personnalités politiques telles le maire de Montréal Gérald Tremblay, ainsi que Raymond Bachand, ministre québécois du Développement économique, de l'Innovation et de l'Exportation, se sont fortement opposés à la décision de DÉC.
Toutefois, à l'été 2009, le nouveau ministre de Développement Économique du Canada pour les régions du Québec (DÉC), Denis Lebel, change de politique et confirme un financement de $4,4 millions sur trois ans à l'organisme.
Le 11 juin 2018, le gouvernement du Québec octroie une subvention de 4 millions de dollars canadiens sur 5 ans à Montréal International pour la création d'un réseau international francophone en faveur de la protection et de l'avancement des droits des personnes LGBT. L'organisation Égides, Alliance internationale francophone pour l'égalité et les diversités, est lancée le 16 mai 2019.

### Montréal International dans les médias
- Investissements étrangers: Montréal s'en tire plutôt bien - La Presse
- Il faut relever le niveau d'ambition » - Dominique Anglade, PDG de Montréal International - Les Affaires
- Les Montréalais - Magazine Montréal Centre-Ville
- Anglade rêve à un Montréal incontournable - Le Devoir
- GRAND MONTRÉAL, GRANDE AMBITION - Entrevue avec Dominique Anglade, présidente-directrice générale - Magazine Action Canada-France
- Dossier spécial Québec MOCI